# 李思谏
李思谏（9世纪—908年），原名拓跋思谏，是唐朝末年至后梁时党项族的首领。
他是安抚平下番落使拓跋重建第三子，拓跋思恭、拓跋思孝之弟，拓跋思敬、拓跋思忠、拓跋思瑶之兄，在平定黄巢之乱时立过功，赐姓李。李思恭死后，乾宁二年（895年），李思谏接任定难节度使、封夏国公，检校司徒、同中书门下平章事。王行瑜反，朝廷以李思谏为东北面招讨使。乾宁三年（896年）九月，被任为静难节度使，因其辖区为凤翔节度使李茂贞所占，并未赴任。后梁开平元年（907年），朱温授李思谏检校太尉、兼侍中。二年（908年），李思谏卒，三军立李思恭孙李彝昌为留后。

## 家族

### 兄弟
- 拓跋思恭
- 拓跋思忠
- 拓跋思孝
- 拓跋思敬